# Neopromachus gracilis
Neopromachus gracilis är en insektsart som beskrevs av Günther 1929. Neopromachus gracilis ingår i släktet Neopromachus och familjen Phasmatidae. Inga underarter finns listade i Catalogue of Life.